# Fernando Republicano
 Fernando Inácio Vasco Republicano (Benguela, 28 de julho de 1979), é um empresário angolano, com atividades ligadas ao entretenimento centradas no seu país e Portugal. É o fundador e chefe executivo (CEO) da LS & Republicano.

## Biografia
Fernando Republicano nasceu em Benguela, em Angola, cresceu em um ambiente militar , porque seu pai foi do regime militar , e era ausente motivo esse que fez o menino Republicano começar a organizar eventos pagos em sua casa usando a sua mesada . E depois formou um grupo de amigos que se divertiam dando festas. Juntos criaram a M.R, inicialmente Mota e Fernando Republicano, depois Dj Malvado e Fernando Republicano. Nessa altura descobriram e lançaram o DJ Kapiro que se tornou Dj oficial dessas festas. E depois de alguns anos os négocios não estavam correndo bem para ele, e foi mesmo nesse momento que conheceu o empresário e general Bento Kangamba que decidiu investir nele. Anos mais tarde e já sozinho, Fernando Republicano cria a Republicano Eventos e a LS & Republicano. O primeiro artista que ele lançou foi Nicol Ananaz que fez sucesso com o seu hit “Mboia”. Logo depois assina o Anselmo Ralph e lança os primeiros álbuns do cantor. E continua com as suas atividades até os dias de hoje.

### LS & Republicano
A LS & Republicano é a gravadora, selo fonográfico, empresa de eventos e de gestão de talentos angolana fundado em 2007 por Fernando Republicado.
A LS & Republicano começa como um grupo de amigos que se queriam divertir dando festas. Juntos criaram a M.R, inicialmente Mota e Fernando Republicano, depois Dj Malvado e Fernando Republicano. Nessa altura descobriram e lançaram o DJ Kapiro que se tornou  dj oficial dessas festas.

Anos mais tarde e já sozinho, Fernando Republicano cria a Republicano Eventos e a LS & Republicano. Empresas de eventos e agenciamento artístico. O primeiro artista lançado foi Nicol Ananaz que fez sucesso com o seu hit “Mboia”. Logo depois assina um contrato com Anselmo Ralph e lança os primeiros álbuns de sucesso do cantor. Artistas como: Yola Araújo, Yuri da Cunha, Zona 5,Wet Bed Gang representam apenas alguns dos vários nomes de grandes músicos que já foram agenciados pela LS & Republicano.